# 틸란드시아 그란디스
틸란드시아 그란디스는 멕시코, 과테말라, 온두라스의 고지대에 자생하는 틸란드시아의 일종이다. 대다수의 틸란드시아와 마찬가지로 착생식물이며 때때로 가파른 절벽에서도 자라나 암생식물로도 분류된다. 로제타의 폭이 최대 2미터에 이르는, 틸란드시아 중에서는 굉장히 커다란 종이며, 수령이 20-25년이 지나서야 꽃을 피우기 시작한다. 자라나는 꽃차례의 끝은 때로는 밑에서부터 3.5m에 이른다. 그 크기 때문에 집에서 기르기는 힘들며, 아열대 지방의 정원에 적합한 종이다. 박쥐를 통해 수분한다.
한때 틸란드시아아속에 배치된 적이 있었으며, 2017년경에 과학자들이 분자 수준의 연구를 통해 이전에는 틸란드시아 하위 아속이던 세우달칸타레아아속(Pseudalcantarea)을 개별적인 속으로 독립시키기로 결정하면서, 틸란드시아 그란디스가 덩달아 세우달칸타레아 그란디스(Pseudalcanterea grandis)로 개명되었다.

## 갤러리

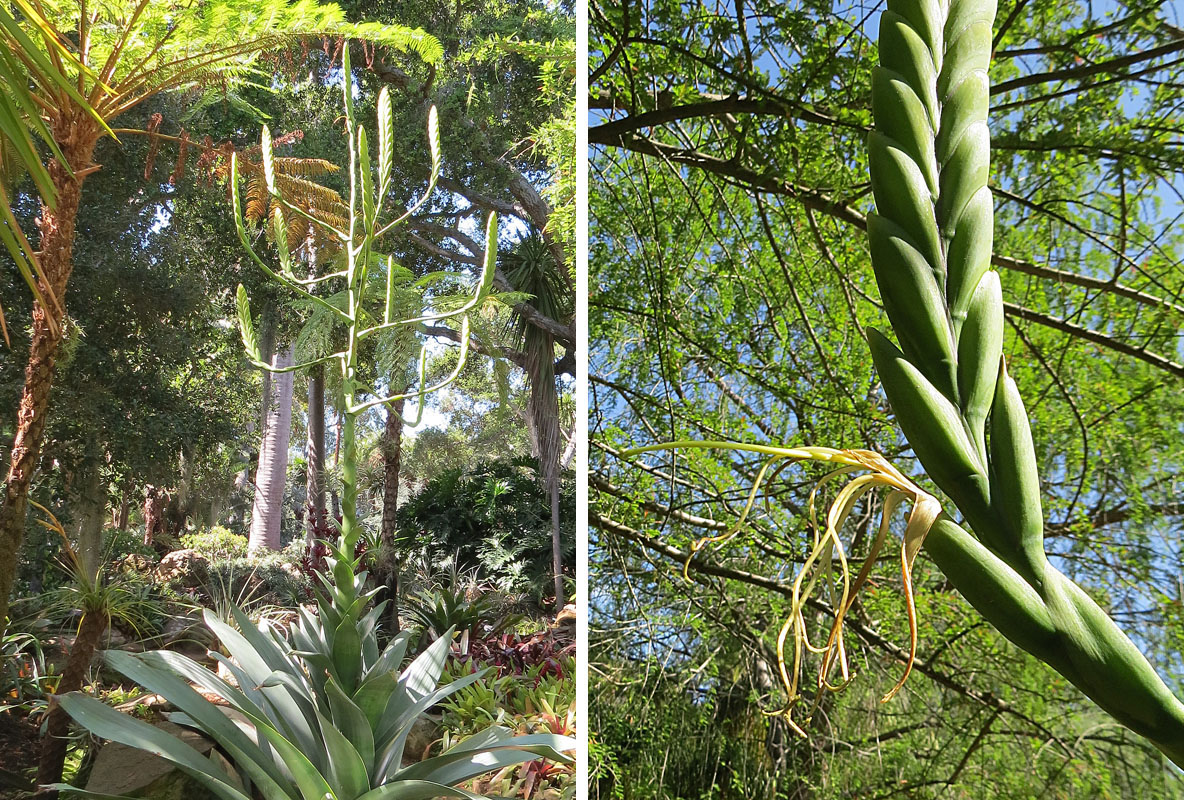
미국 캘리포니아에서 촬영된 틸란드시아 그란디스의 꽃차례
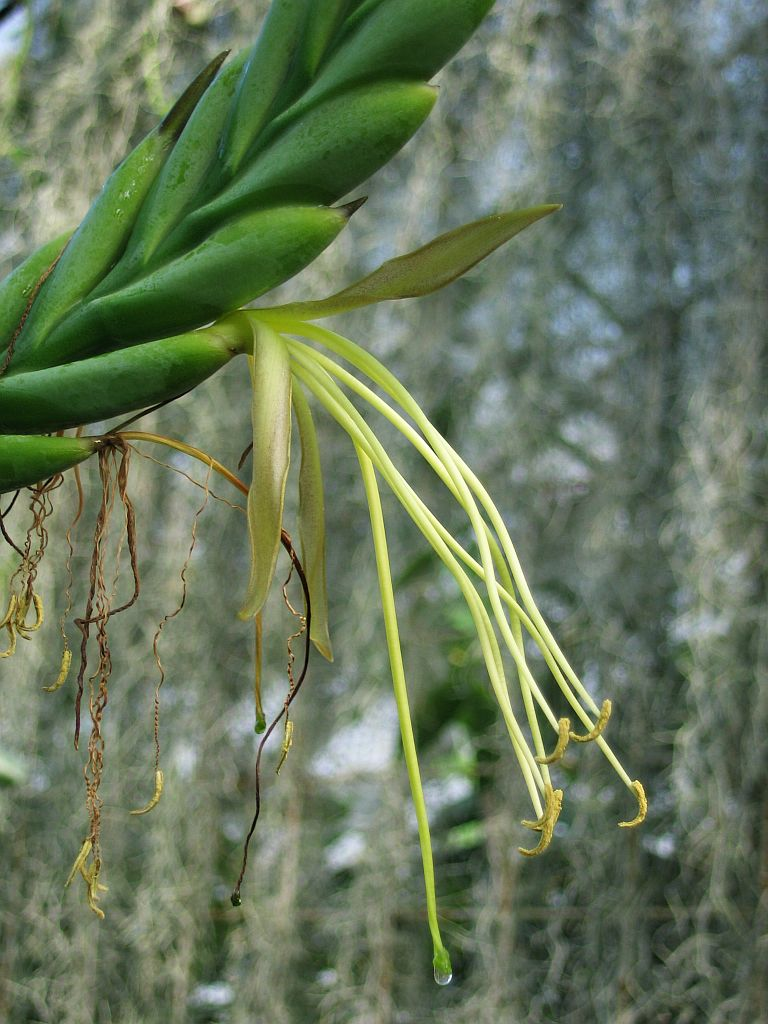
독일 하이델부르그 식물정원에서 촬영한 틸란드시아 그란디스의 막 피어오른 꽃.
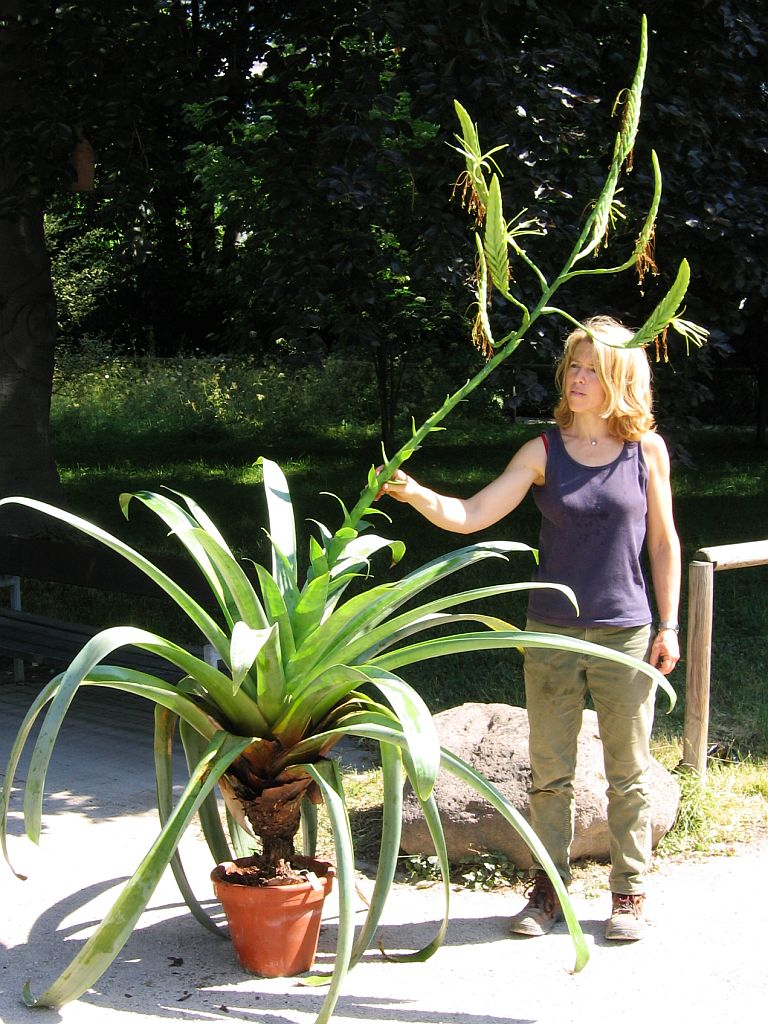
독일 하이델부르그 식물정원에서 촬영한, 화분에 담긴 틸란드시아 그란디스. 1974년에 들여온 후 2005년 여름에 처음으로 꽃을 피웠다.